# Antonio López (Fußballspieler, 1981)
Antonio López Guerrero (* 13. September 1981 in Benidorm) ist ein ehemaliger spanischer Fußballspieler.
Aus der Jugendmannschaft und der Amateurmannschaft kam Lopez 2000 in die erste Mannschaft von Atlético Madrid. 2002 wechselte er für ein Jahr zu CA Osasuna. Ab der Saison 2004/05 spielt López wieder bei Atlético Madrid. Der Spanier spielt defensiv und offensiv auf beiden Außenbahnen.
Nach mehr als zehn Jahren in Madrid schloss er sich im Sommer 2012 dem RCD Mallorca an.
López spielte bisher 16 mal im spanischen Nationalteam und erzielte dabei ein Tor.

## Titel und Erfolge
- UEFA-Europapokal-Sieger: 2009/10, 2011/12